# نور کوخپ
نور کوخپ  یک روستا در ارمنستان است که در ایروان واقع شده‌است.